# George Reisman
George Reisman (ur. 13 stycznia 1937 w Nowym Jorku) – amerykański ekonomista.
Reisman, emerytowany profesor ekonomii Uniwersytetu Pepperdine, w stanie Kalifornia, jest m.in. autorem książki The Government Against the Economy oraz ponadtysiącstronicowego dzieła Capitalism: A Treatise on Economics. Promotorem jego przewodu doktorskiego na Uniwersytecie Nowojorskim był Ludwig von Mises. Reisman jest gorącym orędownikiem wolnego rynku i kapitalizmu leseferystycznego.
Jego Capitalism jest próbą syntezy brytyjskiej ekonomii klasycznej i szkoły austriackiej przez połączenie doktryn filozofów takich jak Adam Smith, David Ricardo, James Mill i John Stuart Mill z myślami ekonomistów: Carla Mengera, Eugena von Böhm-Bawerka czy Ludwiga von Misesa.
Reisman blisko współpracował z Ayn Rand, z której filozofią obiektywizmu mocno się identyfikuje. 

## Literatura
- George Reisman, Capitalism: A Treatise on Economics, 1996, ISBN 0-915463-73-3
- George Reisman, The Government Against the Economy: The Story of the U.S. Government's On-Going Destruction of the American Economic System Through Price Controls, 1985, ISBN 0-915463-23-7